# Antônio Carlos Santos
Antônio Carlos Santos est un footballeur brésilien né le 8 juin 1964. Il évoluait au poste de milieu de terrain.

## Biographie
Antônio Carlos joue dans quatre championnats : au Brésil, au Mexique, au Portugal et enfin au Japon.
Il dispute 294 matchs en 1re division mexicaine et inscrit 79 buts dans ce championnat. Il dispute également 10 matchs en 1re division portugaise et 10 matchs en 1re division japonaise.
Il est actuellement commentateur pour la chaîne de télévision TV Azteca.

## Palmarès
- Champion du Portugal en 1993 avec le FC Porto